# Персу, Аурел
Аурел Персу (рум. Aurel Persu; 26 декабря 1890, Бухарест — 5 мая 1977, там же) — румынский инженер, автомобильный конструктор.

## Биография

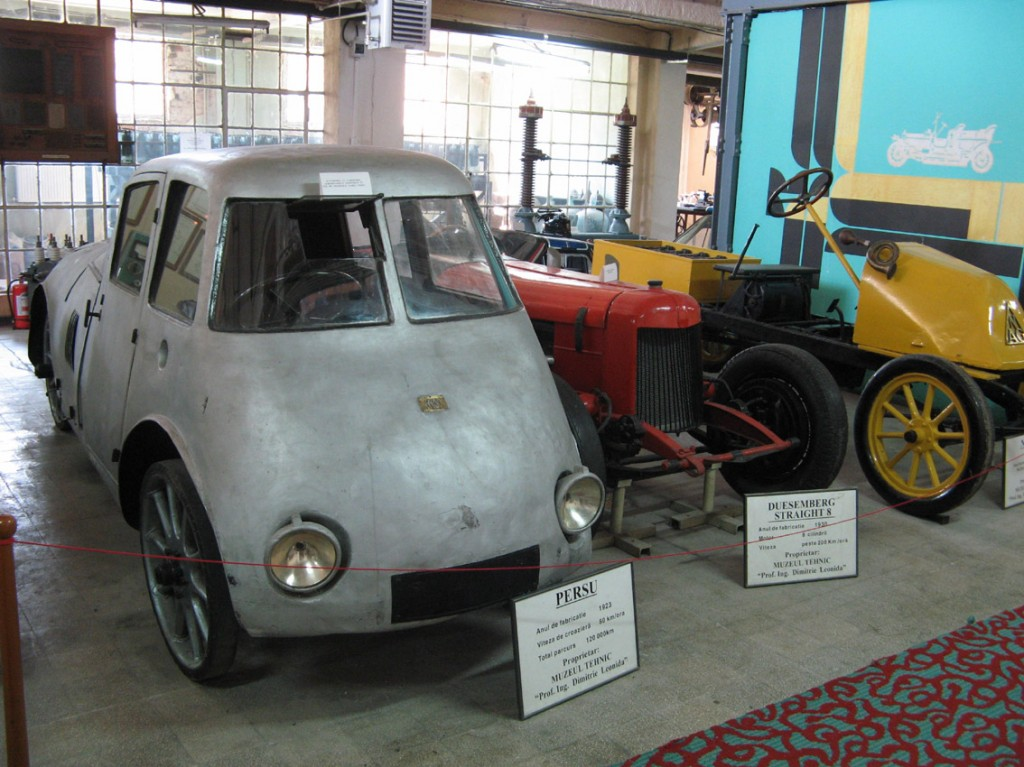
Автомобиль Аурела Персу

Образование получил в Высшей технической школе в Шарлоттенбурге, (Берлин). С 1913 года — руководил отделом развития. В 1914 году был награждён Министерством просвещения Германии за специальное исследование поведения космических аппаратов в полёте. Вернувшись на родину, работал доцентом Политехнической школы, с 1938 года — генеральным директором Брашовского авиационного завода IAR.

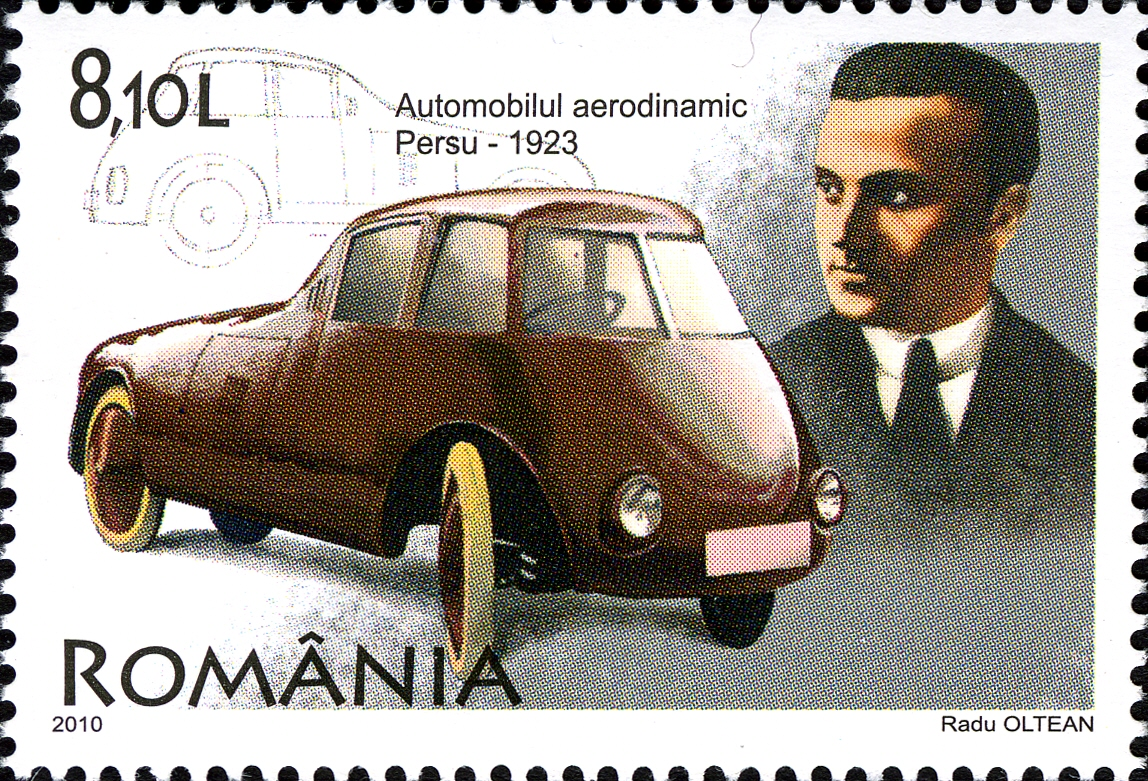
Почтовая марка Румынии, посвящённая Аурелу Персу. 2010

После прихода к власти в Румынии коммунистов преследовался. Работал музыкантом.

## Творческая деятельность
В 1923 году изобрёл первый автомобиль, построенный с учётом улучшенных требований аэродинамики, формой каплевидного автомобиля нетрадиционной компоновки с колёсами, размещёнными внутри кузова.
В результате исследований Аурел Персу пришёл к выводу, что идеально аэродинамический автомобиль должен иметь форму падающей капли воды. Автомобиль Аурела Персу был создан в содружестве с немецкой фирмой AGA и произвёл большое впечатление в Берлине и Бухаресте, но к серию, не пошёл.
Оригинальный автомобиль достиг пробега в 120 000 километров с максимальной скоростью около 80 км в час. В 1961 году Аурел Персу подарил его полностью работоспособным румынскому Техническому музею в Бухаресте, где ныне он выставлен.

## Производные конструкции автомобилей
Оригинальные дизайнерские работы Аурела Персу вдохновили на создание будущих знаковых американских автомобилей: Aptera и Dymaxion.
Умер от сердечного приступа, вызванного сносом его дома.